# Asota vitessoides
Asota vitessoides är en fjärilsart som beskrevs av Pieter Cornelius Tobias Snellen 1879. Asota vitessoides ingår i släktet Asota och familjen nattflyn. Inga underarter finns listade i Catalogue of Life.